# Modrej
Modrej – wieś w Słowenii, w gminie Tolmin. W 2018 roku liczyła 292 mieszkańców.